# Hung Gar

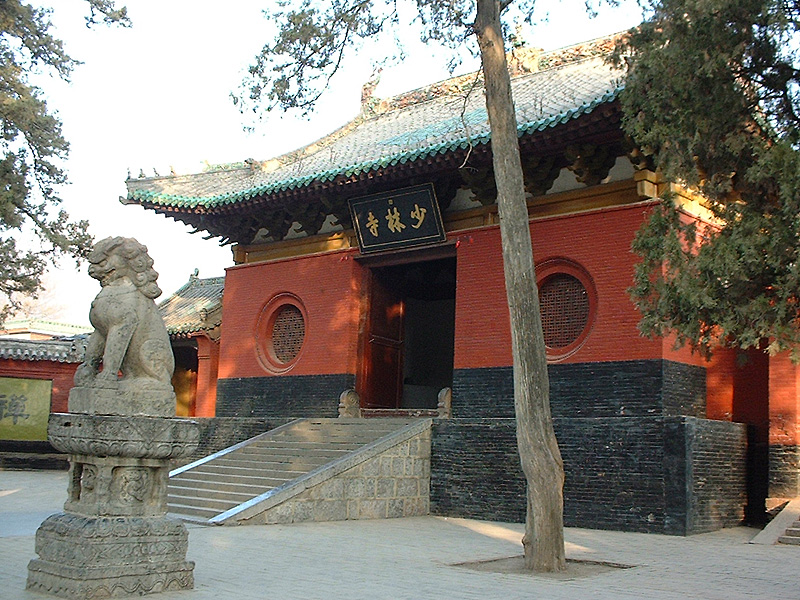
Esto es el templo de Hung Gar

El Hung Gar (洪家), Hung Kuen (洪拳), o Hung Ga Kuen (洪家拳) es un sistema de kung fu desarrollado en el siglo XVII, es considerado un sistema Nam Pai, esto es de los sistemas del sur de China (Hung gar, Mok Gar, Choy Gar, Lau Gar, Wing Chun, Li Gar, etc). Su traducción es "boxeo de la familia Hung", y se basa en el boxeo del tigre y de la grulla.

## Historia
El Hung Gar es uno de los estilos pugilísticos más representativos de las artes marciales practicadas en el sur de China. La distribución geográfica de este país ha determinado en gran medida la separación del conjunto de sus artes marciales en dos bloques geográficos. Abordar el estudio individualizado de una de las ramas de este enorme árbol sin tocar las raíces es tarea difícil, cuando no imposible.
Por este motivo, antes de decidirnos a tratar el conjunto de temas que se han creado, bien por diferentes escuelas que pretenden atribuirse la genealogía original del estilo, bien por intentos informativos sin demasiado trabajo documental de fondo; hemos preferido optar por un ángulo de visión diferente.
Inevitable el contacto con estos tópicos, podemos extraer de ellos luces en el camino que nos puedan guiar en cuanto a las cuestiones que por sí mismas nos generan. No obstante, la intención de este trabajo se fragua en otras forjas. Intentamos navegar entre las informaciones existentes y discriminar el mito de lo contrastado. Lo sobreentendido, de lo oficialmente reconocido. Queremos indagar en todos aquellos aspectos que puedan desmitificar los orígenes para poder asomarnos sin falsedades a las realidades de la actualidad.
Si pensamos que todas las artes marciales chinas tienen un tronco común, comprenderemos que, cuanto más nos alejemos históricamente del momento presente, más paralelismos encontraremos con otros sistemas marciales. Este escollo se presenta salvable evitando en lo posible, dispersar el objeto de nuestro artículo; si bien, los escollos que no se puedan superar, debemos asumirlos como un elemento enriquecedor de nuestra cultura general sobre las artes marciales chinas y, en su caso, asumir lo positivo de nuestra intención.
Nos hemos alejado mucho en el tiempo para poder responder a cuestiones que puede plantearse el que intenta abordar de nuevo la comprensión de este sistema y su historia. Las preguntas se persiguen unas a otras dentro de un orden lógico. Si pretendemos decirle a quien nos requiere información sobre el Hung Gar, que este proviene, en gran medida, del monasterio de Shaolín, sin haberle explicado previamente qué es este lugar y qué parte de su historia tiene que ver con la nuestra, la forma de asumir la información que le proporcionemos no tendrá la solidez de unos pilares informativos bien elaborados. Es por ello, que no empezaremos nuestra historia desde el siglo XVII, fecha en la que se define este estilo como tal. Con ello incurriríamos en presentar la historia sin raíces. Esta injusticia, tantas veces cometida en el análisis historiográfico de los estilos marciales genera una importante desinformación que, a la larga, afecta al sentido y a la realidad práctica del arte marcial estudiado: aparición de líneas genealógicas desconocidas e indeterminadas, modificaciones de las técnicas o de su sentido con alusión a maestros inexistentes o sin relación directa con los creadores del estilo, y un largo etcétera de despropósitos que finalmente impedirán una visión objetiva por parte del interesado.
Las fuentes documentales consultadas han sido muy variadas y los elementos elegidos de dichas fuentes, cuando su realidad nos parece debidamente justificada, los presentamos sin cortapisas explicando la justificación en que nos basamos para reflejarlos en este artículo. En la misma medida, la información que, pese a su reconocimiento aceptado mayoritariamente, nuestras investigaciones no puedan justificar como reales o válidas, la reflejaremos junto a la duda que no ha creado. No pretendemos descartar opciones que, como ocurre con toda revisión histórica, siempre pueden recuperarse con la aportación de nuevas pruebas desconocidas, pero sí pretendemos reflejarlas en toda su magnitud para que el lector pueda decidir voluntariamente si se adscribe a nuestros interrogantes o si decide optar por el camino de la fe.
Trataremos de estudiar los orígenes comunes, las evoluciones técnicas desde otros estilos hasta este, el material técnico que existe en la actualidad, las escuelas, los conceptos tanto de unas como de otras y sobre todo, la historia de las personas que nos han permitido conocerlo. Esta, como todas las historias de las artes marciales, es una historia de personas. Personas que han trabajado duro o han dicho que lo hacían, personas que han posibilitado la difusión y el desarrollo del arte y personas que han influido en su descrédito, personas que han matado y personas que han muerto en el camino del Hung Gar. Entraremos, tan profundamente como la información existente nos lo permita, en el corazón de estas personas para intentar a través de sus historias comprender su influencia en el Hung Gar, comprender qué los llevó a este magnífico arte y qué les hizo cambiarlo.
Para adentrarnos en el arte a través de los corazones de los que lo practicaron y lo practican, tenemos que abordar la lectura de este artículo sin expectativas. Tendremos que vaciar el vaso de lo conocido para alojar, durante el tiempo que precise nuestra observación, la información que presentamos. Invitamos a todo aquel que nos lea a volver a vaciar el vaso que hemos llenado y a facilitarnos a todos los que estamos interesados en conocer el nuevo contenido que mantiene su recipiente lleno de nueva savia informativa que compartir.

## El origen de todo
Muchos historiadores citan en sus trabajos que fue el monasterio de Shaolín el lugar en el que nacieron las artes marciales chinas (AMC) que hoy conocemos. Nada más lejos de la realidad.
Es ciertamente evidente que los monasterios de Shaolín fueron, en sus momentos históricos correspondientes, grandes focos de desarrollo de diferentes sistemas marciales, así como lugares de peregrinación para luchadores o interesados en el estudio de las artes marciales. Mitificado por los relatos de las proezas de los monjes guerreros que residían en ellos, muchos interesados en las AMC acudían a estos templos con la intención de ampliar sus conocimientos en el arte de luchar. La documentación relativa a los periodos históricos que comprenden estos monasterios es escasa, cuando no inexistente y en muchos casos se ha optado por la solución fácil de incluir estos lugares como el origen de algo que se venía fraguando desde mucho antes.
Podemos plantearnos un razonamiento muy lógico para desterrar este mito. La relación entre las AMC y el monasterio de Shaolín nace con la justificación de la existencia y actividad de una persona que estudiaremos detenidamente y en profundidad a lo largo de este artículo: Bodhidharma.
Está oficialmente reconocido que, de ser cierta la llegada de este monje a China (cosa que posteriormente podrá ser también puesta en duda), dicha llegada debió ocurrir allá por el siglo VI d. C. Esto alejaría mucho su relación con los orígenes de las AMC. Por un lado tenemos los tratados de Sun Tzu relativos al arte de la guerra. Este estratega militar chino vivió en el siglo IV a. C., en el estado de Qi. Este tratado, cuya filosofía sigue vigente en la actualidad por la rotundidad de los conceptos que contiene y la calidad de sus afirmaciones tanto filosóficas como estratégicas, nos da muestras con su contenido de una importante actividad bélica, germen del desarrollo de sistemas de lucha en todas las culturas.
Nos resulta descabellado pensar que el desarrollo de las AMC ocurre a partir del siglo VI d. C., al ser precisamente con mucha anterioridad a este siglo cuando nos encontramos con los periodos bélicos más importantes dentro de la historia de este país.
Es cierto, sin duda, que este monasterio desempeñó un papel determinante en el desarrollo posterior del material técnico marcial existente con anterioridad a él.
Estudiaremos la historia del monasterio de Shaolín más adelante y concretaremos las semillas que justificarán su intervención en la creación del Hung Gar tal y como lo conocemos actualmente, pero tenemos que tener muy claro que muchos de los trabajos que han llegado a nosotros en la actualidad provienen de épocas muy antiguas cuyos orígenes no pueden certificarse por la falta de documentos que demuestren de forma precisa su existencia.
Se han encontrado escritos relativos a un deporte militar llamado Jiaoli datados en la dinastía Zhou (xi-221 a. C.). Es un periodo histórico muy amplio, pero nos ofrece ya datos de una práctica marcial propiamente dicha y de su relación con el entorno de la guerra. Es interesante analizar de qué forma trascienden estas artes de los ejércitos para llegar al pueblo llano.
Algunos historiadores recrean la imagen de los clanes que volvían de la guerra y que mantenían vivos sus sistemas de lucha. Dada la enorme actividad bélica de este país en guerras constantes contra las hordas invasoras del norte, así como las guerras civiles y militares entre clanes para asumir la concentración del poder y la unificación del país, no es difícil imaginar el caldo de cultivo en el que se nutrieron los estilos que conocemos en la actualidad.
Estos estilos, siempre sujetos a evolución y a una selección natural en el desarrollo de sus técnicas, evolucionaron dentro de cada clan hasta niveles que seguramente hoy no podemos ni imaginar. Con certeza, la calidad de un sistema, en un entorno general de guerra, no garantizaba la victoria, siendo ésta más -como cita Sun Tzu en sus tratados- resultado de una estrategia general más efectiva y de condiciones generales óptimas: terreno, distancias recorridas, clima, etc.
Los elementos que propiciaron la supervivencia y evolución natural de los estilos debemos buscarlos en el seno de la sociedad, en concreto en las disputas civiles alejadas de los elementos presentes en las grandes batallas. Es precisamente en estos entornos donde las autoridades locales de los clanes vencedores se encontraban con el problema de una población con formación militar y que debía someterse de manera voluntaria o por la fuerza.
Conocida es la tendencia del pueblo chino a la creación de sociedades secretas y sectas cuya única finalidad residía a veces en vencer al opresor. Esto generó, en muchos casos, la prohibición bajo pena de muerte de toda práctica marcial en el entorno civil.
Hemos generalizado sobremanera en estas últimas apreciaciones, debido a que esta situación se dio en muchos lugares y muchas épocas diferentes y bajo circunstancias muy similares. El motivo que nos lleva a concentrar y a generalizar esta información radica en la intención que tenemos de concretar por qué llegan las artes marciales a los monasterios, algo que, en principio, puede suscitar la extrañeza cuando no la incomprensión de la lógica que generó este movimiento.
Podemos entender, según las manifestaciones realizadas por algunos estudiosos del tema, que los templos asumieron el papel no exclusivo de recogida de personas perseguidas por la ley como una de sus actividades. Si entendemos del mismo modo que uno de los motivos más comunes en este periodo para verse en esta necesidad de fuga era el ser reconocido públicamente como artista marcial, podemos entender por qué líneas estilísticas tan diferentes y tan diversas se manifiestan en lugares tan concentrados. Los monasterios fueron centros de refugio para perseguidos y para grandes maestros que eran buscados por la autoridad que los clasificaba como un elemento perturbador. Dentro de esta clasificación no entraban los monasterios que, en determinados momentos de la historia, han gozado de cierta impunidad legislativa debido a su trato directo con lo divino, algo que les hizo ganar muchos adeptos, pero que sembró las tempestades que, en momentos concretos de la historia, les llevaron a la destrucción más absoluta. Éste fue el destino y, en parte, la historia a grandes rasgos del monasterio de Shaolín.

## Shaolin y Bodhidarma: Realidad o Mito
Todos los escritos que hacen alusión a la actividad marcial en los monasterios parten del momento histórico en el que se relaciona la actividad monástica del monasterio del norte con la llegada al mismo de un monje hindú: Ta Mo.
Pero, antes de entrar en este aspecto de suma importancia para nuestro interés, conozcamos un poco algunos detalles de estos monasterios.
La historia de Shaolín comienza con la construcción del templo del norte en el condado de Dengfeng, en la provincia de Henan, durante la dinastía Wei del norte. Esta dinastía se encuentra en el periodo denominado "Periodo de los tres reinos" que duró desde el año 220 al 266 de nuestra era. Éste es un periodo clasificado por los historiadores chinos como la etapa que divide en dos el separatismo propiciado por el sistema feudal hasta la reunificación del país. Una época convulsa de la que se guardan pocos escritos relativos a los detalles de la creación del monasterio.
El templo se erigió en los bosques de la montaña Shao Shi en la cordillera montañosa de Song Yue Shi, de cuyo título gana su nombre que significa "pequeño bosque". Este lugar se encuentra a unos 13 kilómetros al norte de la ciudad de Deng Feng. Se edificó en el año 19 del reinado del emperador Xiao Wen. Su promotor fue un monje hindú llamado Ba Tuo y su construcción se prolongó durante diferentes periodos históricos.
A un lado de la montaña de Song Shang se encuentra la cueva de Ta Mo (Bodhidharma), nombre chino de este asceta hindú al que se le atribuye la introducción del Budismo Zen (ChŽan en chino o Dhyana en sánscrito) en China. Es quizá en esta cueva donde comienzan nuestras dudas más importantes sobre las teorías aceptadas comúnmente. La leyenda (nos referiremos a partir de ahora así cuando hablamos de Bodhidharma ya que no existe ni un solo documento oficial que certifique su existencia) cuenta que Ta Mo se mantuvo en esta cueva meditando frente a la pared durante nueve años. Esta misma leyenda cuenta que sometió a un entrenamiento meditativo tan duro a los monjes del monasterio que, debido a la precaria salud de los mismos, tuvo que desarrollar unos ejercicios para recuperar su salud y mejorar su naturaleza.
La simple lectura de este último relato nos lleva lejos de la realidad por muchas razones de bastante peso. En primer lugar, los ejercicios meditativos que realiza esta escuela suelen ser sentados y se caracterizan por la práctica ausencia de movimiento exterior. No se descarta que Ta Mo conociera el arte psicofísico del Yoga e introdujera algunos ejercicios para mejorar la elasticidad y contrarrestar el deterioro físico que acarrea una práctica estática durante prolongados períodos. Imaginar que en estos ejercicios se encuentra el origen de las artes marciales chinas es ir más allá de la fantasía y su correspondencia con el tema que nos interesa está lejos de poder establecerse. Quizá existan elementos dispersos que puedan confirmarnos la existencia de este personaje, pero creemos imprescindible desvincularlo de las artes marciales, en virtud del rigor histórico que debemos exigir a cualquier línea de investigación para esclarecer en lo posible los orígenes del arte.
Tan solo hemos encontrado algunos textos que nos hablan de este hombre. Uno de ellos es Biografías posteriores de monjes eminentes de Tao-Hsüan, compuesto de 30 volúmenes de biografías desde el siglo VI al 645. En su volumen n.º 16 aparece la primera biografía de Bodhidharma o Ta Mo. En esta biografía se cita que Ta Mo llegó en un principio a Nan-yüeh durante la dinastía Sung (420-479) y desde allí se fue hacia el norte y llegó al reino de Wei.
Este dato no concuerda mucho con la fecha comúnmente aceptada para su llegada a China, que lo situaría en fechas anteriores a la propia creación del monasterio de Shaolín. ¿Cómo imaginar que pudo ver el mal estado de salud de un grupo de monjes si no existía el templo en aquel momento? Una vez más, realidad y ficción aparecen de la mano para descartar la veracidad de las afirmaciones realizadas en este sentido. Bodhidharma o Ta Mo quizá existió, pero su influencia en el aspecto marcial de este templo debe ponerse en duda y los métodos que pudiera transmitir para el desarrollo interior energético a los bonzos también deben ser cuestionados para dejar abierta la puerta a otras posibilidades que puedan ser más fieles a la posible realidad que allí aconteció.
Como citamos anteriormente, el monasterio fue en algunos casos un foco de rebeldía contra el poder político gobernante y en otros, ayudó al gobierno en determinadas luchas que, más que agradecimiento, generaron miedo por la demostración de poder marcial que exhibieron. Esto provocó el primer incendio y la destrucción del templo del norte en el año 1570. Y lo que puede parecer una desgracia, no deja de ser una eventualidad que provoca la migración de los maestros de este templo a la provincia de Fukien, al monasterio de Shaolín del sur. El templo del norte fue reconstruido pero nunca más recuperó su esplendor anterior al incendio.
Tenemos que viajar un período mayor para llegar a la época que más nos interesa para comprender los orígenes del Hung Gar. Centremos nuestra mirada en la última dinastía antes de la revolución que traería la caída definitiva del imperio y convertiría a China en el país que conocemos en la actualidad. Los gobernantes durante la dinastía Ching (1644-1911) demostraron siempre un interés especial por las actividades desarrolladas en el monasterio de Fukien. Existe constancia de que muchos oficiales pertenecientes al gobierno de la dinastía Ming (136-1644) buscaron refugio en el monasterio para escapar de la persecución implacable a la que les sometían los manchúes que componían la dinastía gobernante.
Esto provocó que, por una parte, el monasterio acogiera en su seno a laicos y les permitiera el aprendizaje de sus sistemas de lucha. Este momento histórico posibilitó la salida del monasterio de las bases del estilo que pretendemos reflejar en estas páginas, de la mano de otro gran hombre del mundo marcial: Hung Hei-kwun.

## Hung Hei-kwun. El padre de un estilo
Hung Hei era un comerciante de té que entrenaba en el monasterio de Shaolín de Fujian como practicante laico. Existían diferentes categorías de practicantes en el templo y a los que no eran monjes no se les consideraba de la misma manera a la hora de enseñarles las bases y el sistema de combate que, ya a estas alturas de la historia, era propio y exclusivo del monasterio. El abad del templo por aquel entonces era Chi Zan, a quien se le atribuye la tutela personal en la enseñanza de Hung Hei-kwun por el talento que este demostraba durante los entrenamientos. Esto le valió la consideración de ser el mejor de los laicos que asistían a las clases de artes marciales en Shaolín.
Precisamente fue un incidente con uno de estos practicantes laicos lo que provocó que este monasterio acabara destruido por los manchúes. Wu Wai-kin decidió luchar contra los nobles manchúes en venganza por la muerte de su padre. Éste fue el detonante para que esta dinastía volviese los ojos hacia el monasterio, al tiempo que sus ejércitos, y terminaran por destruir el templo.
Algunos autores citan que tan solo trece personas lograron escapar de la masacre, algo que nunca sabremos con seguridad. Lo cierto es que sí se ha podido contrastar que tanto Hung Hei-kwun como el abad del templo pudieron escapar con vida de lo ocurrido. No tuvo tanta suerte a posteriori el abad del templo y falleció en un supuesto combate con un luchador de Pak Mei, dato que no hemos podido contrastar históricamente y de cuya autenticidad nos vemos en la obligación de dudar. Del mismo modo se menciona en la historia del estilo que Hung Hei-kwun comenzó sus enseñanzas para la transmisión del estilo de lucha que había aprendido en el monasterio de Shaolín. Abrió una escuela secreta en Guangdong. Diez años después, abrió oficialmente una escuela en la ciudad de Fa a la que llamó "Boxeo Hung Gar" para desviar la atención de los manchúes que seguían persiguiendo todo lo relativo al monasterio de Shaolín.
El nombre de la escuela, según varios autores, obedece al interés del creador de conmemorar al primer emperador de la dinastía Ming, Hung Mo-chu, ideología sobre la que operaban muchas de las sociedades secretas que querían derrocar a la dinastía gobernante y que operaban en la clandestinidad. En poco tiempo, la calidad de este sistema de lucha fue reconocida en toda la región como la mejor de las cinco grandes escuelas de la provincia de Guangdong.
Además de instruir a su propio hijo, también tomó como alumnos a Luo Xiajouan, Zhou Renjie y Hu Zhibiao. Quizá el alumno que más nos interesa y que tendremos que analizar con más detalle es Luk Ah-choy, al cual tenemos que atribuirle la continuidad de la línea genealógica del estilo.
La composición de su estilo de lucha derivaba del sistema practicado por su maestro en el monasterio de Fujian, el Fu Hok Pai (estilo del tigre y la grulla), parte de los cinco animales que también aprendió en el templo.
Antes de continuar con el análisis de la línea genealógica de este estilo centenario, vamos a profundizar un poco en el trabajo que realizó este hombre, en qué consistió su transmisión y de qué forma desarrolló el material que heredó de las raíces del templo de Shaolín.

## Gung Gee Fook Fu Kuen. El Primer Pilar
Resulta indiscutible atribuir la autoría de este trabajo a Hung Hei, según todas las manifestaciones de los herederos del estilo que han coincidido en adjudicarle su creación.
Este trabajo es la base del estilo, la forma más antigua y fundamental del Hung Gar, considerada como uno de los cuatro pilares del estilo junto con las formas Fu Hok Seung Ying Kuen, Ng Ying Ng Hang Kuen y Tit Sin Kuen. Según los escritos de Lam Sai-wing, esta forma recopila el trabajo realizado en el templo tanto por el abad Chi Zin como por Hung Hei y Luk Ah-choy. Su título original era Siulam Fook Fu Kuen. El motivo de que se cambiara la primera parte del nombre obedece a la necesidad de eliminar la terminología que pudiera asociarlo con el monasterio, víctima de una implacable persecución en todos los sectores de la sociedad china durante la dinastía manchú.
Existen numerosas explicaciones sobre el significado de la terminología aplicada al nombre de la forma. Fook Fu significa "domar al tigre". La simbología de este término es un tanto hermética en tanto que es evidente que la forma no contiene técnicas que permitan semejante acción. No obstante, tenemos que utilizar una forma diferente de pensamiento para entender el significado de esta frase. ¿Quién es el tigre? Las técnicas contenidas en la forma obedecen a la naturaleza del tigre, a la forma en que este se mueve. El estudio de este animal se hace patente a través de la expresión corporal reflejada en la mirada, en los gestos, en las posiciones tanto de piernas como de brazos y manos. La idea de la garra está constantemente expresada a través de una estructura sólida de posiciones bajas que transmiten fuerza a los brazos para terminar desarrollando la máxima fuerza posible en esa expresión de las manos.
Entendemos que domar al tigre se refiere al trabajo anímico sobre el espíritu del animal, algo muy común en la mayoría de los estilos de Kung Fu que se alimentan de estas imitaciones a niveles muy profundos. Recrear el espíritu del tigre en nosotros y a la vez controlarlo por medio de un trabajo duro y constante. Quizá es esta parte la que pretende explicarnos el término Gung Ji. Gung es el mismo carácter utilizado para Gung Fu (hemos utilizado anteriormente Kung Fu por ser ésta una terminología más conocida y usada que Gung, pero se refiere al mismo ideograma). Su significado abarca la concepción de "trabajo duro". Hacer una traducción simple del título de la forma no sería justa dado que creemos que sus significados pueden ser muchos. El que nos parece más oportuno es el de domar al tigre utilizando el significado del ideograma Gung (trabajo duro) y refiriéndose, en esencia, a recrear el espíritu del tigre pero controlado por el desarrollo de nuestra habilidad o trabajo sobre las técnicas que lo representan.
La forma se compone de dos apartados diferenciados, al igual que su título. Una primera parte Gung Ji que contiene un importante trabajo de respiración y control de la energía y una segunda, Fook Fu, que recoge la parte técnica marcial más importante del conjunto y que se compone de posiciones bajas y robustas en las que las piernas juegan un papel fundamental sobre la expresión de fuerza de las manos. El estilo puede representar en su ejecución la imagen de un tigre que se sujeta sobre las patas traseras mientras expresa toda su fuerza y poder en el movimiento de las patas delanteras al tiempo que permanece erguido. Quizá la visión de un humano con espíritu de tigre con la característica humana de la bipedestación.
Existen numerosos libros que enseñan esta secuencia, entre los que cabe destacar el escrito por el alumno de Lam Sai-wing, Jyu Yujaai, traducido por Jessica Lee al inglés y publicado por Donald Hamby. También es interesante el libro de Bucksam Kong traducido al inglés.
Podemos concluir que esta forma, uno de los cuatro pilares del Hung Gar, es la más antigua de todas y que la mayor parte de los trabajos adicionales se basan en sus principios.

## Luk Ah-choy. Un alumno, un hermano
Sabemos que Luk Ah fue alumno de Chi Zin (Gee-Shin, según diferentes transcripciones), el abad del templo de Shaolín. Derivó a la escuela de Hung Hei por requerimiento expreso del abad que, dada su avanzada edad, no podía enseñarle personalmente. Esta historia contrasta con la idea de que Chi Zin falleció en un combate y nos hace que dudemos de ambas ya que se contradicen. Sí hemos podido comprobar que verdaderamente Luk Ah fue alumno de Hung Hei y además, participó de forma activa con él en su lucha contra la dinastía Ching. Numerosas historias surgen de esta actividad conjunta que, con toda seguridad, son más fruto de la imaginación popular que de una realidad contrastable, teniendo en cuenta que este practicante era de origen manchú. No obstante, es posible que, como miembro de esta etnia, no estuviese de acuerdo con los métodos represivos y la política social aplicada durante esta dinastía por sus congéneres.
Vivió hasta la edad de 68 años y de su historia se cuenta que trabajó como sirviente desde los 12 años. Algunos autores citan un encuentro casual con un monje en un festival religioso del que terminó siendo discípulo. Atribuyen a este encuentro su iniciación en los estilos de lucha y su aprendizaje de Fa Kuen, un estilo del norte, durante siete años. Fue por recomendación de este maestro que fuese a estudiar de la mano de Chi Zin al monasterio de Fujian.
Lam Jou explica en uno de sus escritos que Luk Ah fue el primer alumno de Chi Zin y quien recibió la verdadera transmisión de la forma Gung Ji Fook Fu Kuen. Esta apreciación puede contradecir la idea de que terminase siendo alumno de Hung Hei. Es muy probable que la relación entre ambos fuese más en la línea del intercambio de conocimientos o desarrollo conjunto del estilo que en la de maestro / alumno, algo que difícilmente sabremos a tenor de la documentación existente hasta el momento.
No obstante, su maestría aparece en todas las biografías y genealogías que hemos analizado y corroboran que fue uno de los personajes determinantes en la pervivencia y el desarrollo posterior del Hung Gar, al transmitir el estilo a Wong Kai-ying, padre de Wong Fei-hung (de ambos personajes nos ocuparemos a continuación).

## Wong Kay-ying, Wong Fei-hung. Un avance definitivo
Wong Kay-ying nació en Guangdong en la ciudad de Xiqiao. Se ganaba la vida haciendo acrobacias en la calle. Luk Ah lo acogió como discípulo al ser testigo de las capacidades físicas del joven. Estudió durante diez años con Luk Ah y aprendió todas las habilidades del estilo.
Más tarde se convirtió en el instructor de artes marciales del general del regimiento de infantería de Guangdong. Creó un dispensario de hierbas para paliar, de alguna forma, su exiguo sueldo como instructor y pasó el estilo a su hijo Wong Fei-hung. Fue considerado en su momento uno de los diez tigres de Guandong, título empleado para nombrar a los diez mejores luchadores de la provincia.
Quizá no tenemos tantos datos biográficos de él como de su hijo, el cual, indiscutiblemente es una leyenda dentro de las artes marciales chinas. Cientos de historias se cuentan de él, unas creíbles y otras no tanto.
Wong Fei nació en el año 1847 en el pueblo de Xiqiao, en el distrito de Nam Hoi, también en la provincia de Guangdong. Murió a la edad de 77 años. Aprendió la medicina de su padre con quién compartió su fama como artista marcial y como médico. Participó en la milicia del quinto regimiento de la armada de Guangdong como instructor de artes marciales. Y se hizo cargo de la escuela marcial y la clínica de su padre (Po Chi Lam/Baozhilin). También era conocido en la provincia por su habilidad en la Danza del León, habilidad que le hizo ganarse el título de "Rey de los leones".
Wong Fei se casó varias veces y tuvo varios hijos. El trágico suceso de la muerte de uno de sus hijos a manos de la mafia en Hong Kong le llevó a decidir que no enseñaría Hung Gar a sus hijos, motivo por el que la transmisión de su arte nos llega por líneas genealógicas diferentes ya que el estilo se separa de la rama familiar desde Wong Kai-ying.
A Wong Fei se le atribuye la creación de la forma Fu Hok Seung Ying Kuen, de la cual hablaremos en un apartado posterior por ser uno de los pilares del estilo. También se le reconoce la introducción en el estilo del trabajo Tit Shin Kuen, aprendido del maestro Tit Kiu Saam, con claras influencias taoístas que también detallaremos más adelante. Al mismo tiempo se le atribuye la forma Ng Ying Kuen que, al estar incluida a posteriori en la forma Sap Ying Kuen creada por Lam Sai-wing, encontramos en algunas ramas del estilo por separado.

## Fu Hok Seung Ying Kuen. El Boxeo del Tigre y la Grulla
Omitimos referirnos a la leyenda de que la forma inicial combinada del tigre y la grulla fue desarrollada en primer lugar por Hung Hei-kwun, quien combinó las técnicas del tigre aprendidas en Shaolín con las técnicas de grulla que trabajaba su mujer. Es probable que algo de verdad exista en esta leyenda, si bien otros muchos elementos tendrían cabida en esta creación. Es muy probable que la forma derive por completo del trabajo que realizaba Chi Zi, abad del templo que enseñó a Wong Kai-ying y cuya interpretación nos ha llegado por la elaboración del trabajo por Wong Fei-hung. Éste se inspiró en el estilo del tigre y de la grulla de Shaolín, en las posiciones y en las "manos puentes", trabajo que pertenecía al transmisor del Tit Shin Kuen, Tit Kiu Saam, así como en las técnicas de largo alcance del estilo del Buda.
Esta forma representa la simbología de la efectividad de combinar lo relativamente duro y lo relativamente suave. El conjunto de técnicas del tigre expresa su fuerza, dureza y poder mientras que las técnicas de grulla manifiestan la gracia y sutileza del estilo de lucha inspirado en este animal. La proporción de técnicas de ambos animales en la forma varía según las ramas o las diferentes escuelas que han mantenido esta forma hasta nuestros días. Observamos una tendencia a un 60 % de técnicas del tigre y un 40 % de técnicas de grulla, el número de técnicas suele oscilar entre dieciocho para cada animal.
Supuestamente, esta forma contiene todas las técnicas básicas del Hung Gar, así como lo que Lam Sai-wing denominó "Diez únicas técnicas de mano del Hung Gar".
La versión larga de la forma consta de 108 movimientos, aunque se dice que la antigua poseía solo 36 movimientos. Esto es algo que no podemos saber con exactitud y tendremos que sacar nuestras propias conclusiones durante la práctica del estilo completo. Sin lugar a dudas, muchas serán las incorporaciones técnicas que esta forma haya asumido desde su creación, si bien, es justo pensar que los principales aspectos de su génesis se deben mantener intactos en ella.

## Más allá de la familia. Lam Sai-wing y Tang Fong
Hasta la llegada de Lam Sai-wing al panorama de las escuelas de artes marciales, la práctica habitual de la mayoría de los grandes maestros era la de reservarse una parte de sus conocimientos para ellos mismos. El perpetuar este sistema provocó que tras cada cuatro o cinco generaciones de sucesiones en el estilo, este hubiera cambiado por completo ya que el discípulo intentaba llenar con sus propios conocimientos aquellos negados u ocultados por su maestro. Las diferencias pues entre distintas ramas de un mismo estilo eran evidentes y en algunos casos, llegaron a parecer trabajos completamente diferentes.
Algunos autores consideran que es precisamente esta norma la que posibilitó la evolución de las artes marciales como elemento dinámico y vivo, puesto que manifiesta en sí misma la necesidad de que el practicante se implicara en aportar con su propia creatividad los conocimientos oportunos para que el arte evolucionara. Los que no comparten aún esta teoría entienden que, dado que la perpetuación del estilo solía ser de padres a hijos, no siempre el hijo que recibía de manos de su padre la transmisión parcial del sistema, tenía la capacidad suficiente para aportar más valor al trabajo recibido. La selección natural de los trabajos hacía el resto y acabó por desmoronar el sistema.
Ésta, sin lugar a dudas, ha sido la causa en muchos casos del declive de un sistema y, a la vez, de la supervivencia de otros.
Lam Sai-wing fue un innovador en su tiempo. No solo decidió transmitir el estilo por completo sin reservas de ningún tipo, sino que abrió la enseñanza a todo el público dispuesto a trabajarla, reorganizó el sistema y publicó numerosos libros que permitieron que, aún hoy en día, dispongamos de material gráfico y textual que nos permita mantener intacta en gran medida, la esencia del Hung Gar Kuen.
Lam Sai-wing nació en Ping Chow, un pequeño pueblo del distrito de Namhoi, en la provincia de Kwantung, en el año 1860. Vino al mundo en el seno de una familia de artistas marciales y aprendió Kung Fu desde muy pequeño de la mano de su padre. Durante su juventud aprendió de diversos maestros de Kung Fu, desarrollando constantemente sus habilidades en las artes marciales. Trabajó durante algún tiempo como carnicero y compaginaba el entrenamiento con el trabajo. En su interés por las artes marciales se conoce que durante bastante tiempo buscó la tutela de un maestro que cumpliera los requisitos que él buscaba en el Kung Fu. Finalmente lo encontró en la escuela de Wong Fei-hung. Se cuentan muchas historias sobre el primer encuentro de estos dos hombres, la mayoría de ellas hablan del supuesto reto del joven Lam Sai al maestro, quién se deshizo de él con facilidad, y de cómo le rogó después que le aceptara como alumno en su escuela.
Fue alumno de Wong Fei-hung hasta el mismo día de su muerte. Fue su mejor alumno y el más conocido. En aquella época, al igual que en la antigüedad, los retos a maestros de escuelas de artes marciales estaban a la orden del día. La práctica habitual era que el desafiador luchaba con el mejor alumno del maestro antes de poder acceder directamente a él. Lam Sai-wing derrotó a muchos de estos maestros y su fama como luchador fue creciente y reconocida en todo Kwantung.
Se le conoció también como una gran persona, honesta y generosa, que ayudaba a los demás mediante su participación en numerosos actos benéficos. Uno de ellos le sirvió para recibir una medalla del que llegaría a ser presidente de la primera República china, el doctor Sun Yat-sen, quien quedó impresionado por sus habilidades en una demostración popular de Kung Fu. Fue instructor jefe de artes marciales de la armada de la recién declarada República china en el año 1911.
Tuvo muchos alumnos ya que su escuela estaba abierta a todo el que quisiera aprender su arte. No tuvo hijos propios pero adoptó como hijo a Lam Cho, al que se le reconoce como receptor de sus conocimientos al igual que muchos otros maestros. Emigró a Hong Kong, lugar en el que creó la Asociación de cultura física marcial del sur, donde enseñó hasta el año 1943, en el que murió a los 83 años. Escribió tres libros sobre el Hung Gar:
```
   * Gung Ji Fook Fu Kuen
   * Fu Hok Seung Ying Kuen
   * Tid Sin Kuen
```

Compañero de escuela y también alumno brillante de Wong Fei-hung, Tang Fong representa la segunda corriente del estilo que ha llegado hasta nuestros días.
Nació en 1880 en la provincia de Kwantung y se reconoce que aprendió Hung Gar antes de conocer a Wong Fei-hung. Algunos estudiosos del estilo citan esto como uno de los motivos que justifican las diferencias existentes entre su trabajo y el trabajo de Lam Sai-wing. No obstante, no entraremos en estas valoraciones y sí nos centraremos en los distintos trabajos de una rama y otra para comprender, en algunos casos no en todos, las causas que explican dichas diferencias.
Mantuvo la faceta marcial y médica de su maestro. Tuvo pocos alumnos y al igual que Lam Sai enseñó Hung Gar en Hong Kong hasta el momento de su muerte, en el año 1955.

## Las variantes de un estilo
No vamos a continuar enumerando los nombres propios del estilo ya que, a partir de Lam Sai-wing y Tang Fong, el número de alumnos crece de tal forma que sería muy difícil incluirlos todos en este breve artículo. Creemos que hasta estas dos últimas personalidades hemos destapado parte de las raíces de la historia del Hung Gar y será a partir de ellos cuando se ramifique y expanda el estilo nacional e internacionalmente.
No obstante, sí queremos recoger el conjunto de las formas que se trabajan como Hung Gar para comprender, o intentarlo al menos, de dónde parten estos trabajos y hasta dónde pueden llevarnos en un estudio retrospectivo del estilo.
Se encuentran en la rama de Lam Sai Wing las siguientes formas de mano vacía:
```
   * Mui Fa Kuen
   * Lau Gar Kuen
   * Wu Tip Jeung Kuen
   * Sap Pa Sau Kuen
   * Gung Ji Fook Fu Kuen
   * Fu Hok Seung Ying Kuen
   * Sap Ying Kuen
   * Tit Shin 
```

En la rama de Tang Fong:
```
   * Fook Fu Kuen
   * Gung Ji Kuen
   * Wu Tip Jeung Kuen
   * Sap Pa Sau Kuen
   * Fu Hok Seung Ying Kuen
   * Ng Ying Kuen
   * Fu pao Kuen
   * Tit Shin 
   * Kau Chi Lin Wan Kuen/Kau Tok Kuen
```

Nos encontramos en estas listas diferentes formas en cada una de ellas. La primera, la ausencia del Ng Ying Kuen en la rama de Lam Sai-wing, si bien esta forma se incluye en el Sap Ying Kuen, forma de la que hablaremos en el siguiente apartado por ser el último pilar del estilo que nos queda por enumerar. Esto justifica que en la rama de Tang Fong no aparezca esta forma y sí aparezca el Ng Ying Kuen, ya que se atribuye a Lam Sai el desarrollo del Sap Yin.
La forma Wu Tip Jeung Kuen, aunque aparecen en las dos ramas, tiene contenidos diferentes y no deja de ser un trabajo básico para introducir técnicas y trabajos posteriores más elaborados. Algunos trabajos de documentación atribuyen esta forma a una supuesta reunión de maestros de Hung Gar, que tuvo lugar en el año 1950, y en la que decidieron crear pequeñas formas que permitieran la introducción de la forma Gung Ji Fook Fu Kuen.
Mui Fa Kuen, "el puño de la flor del ciruelo", es una forma corta que, de la mano del maestro Chiu Wai (hijo de Chiu Kao, que también estudió con Lam Sai-wing), se presenta como una forma larga que contiene bases de otra forma desarrollada por Lam Sai-wing llamada Jin Jeung, poco habitual en las escuelas de Hung Gar. También se la conoce como Sap Ji Mui Fa Kuen. La forma Wu Dip, "palmas de mariposa", tiene claras influencias norteñas en sus técnicas de piernas y saltos.
Encontramos también en la rama de Tang Fong la forma Fu Pao Kuen, "puño combinado del tigre y la pantera", a la que algunos le atribuyen un origen más ortodoxo cuyo trabajo pertenece a los profesores que tuvo Tang Fong antes de Wong Fei-hung, aunque es una información que no hemos podido corroborar.
El maestro Chau Wing-tak cita en una entrevista el trabajo de la forma Kau Chi Lin Wan Kuen, "puño circular de los nueve dedos juntos", como una de las transmisiones de Tang Fong. Esta forma fue desarrollada por Tang Fong con el nombre original de Kau Tok-kuen, "forma de los nueve puños envenenados".
La forma Lau Gar Kuen es la segunda forma del estilo Lau Gar. Desconocemos por qué se incluyó como parte del Hung Gar por Lam Jou.
No hemos querido tratar los trabajos de armas ya que son completamente diferentes los de ambas ramas y entendemos que son elaboraciones posteriores añadidas a lo que, en origen y ciñéndonos a la información que nos ha llegado, pudo pertenecer al trabajo importado del monasterio. No obstante, es muy probable que, en sus orígenes, los trabajos de armas realizados en ambas escuelas también deriven de algún estilo de los muchos practicados en Shaolín, algo que corresponderá estudiar en otro análisis mucho más específico.

## Tit Shin Kuen y Sap Ying Kuen. Los dos pilares finales
Tit Shin Kuen es la forma más avanzada y difícil del Hung Gar. Representa el trabajo interior del estilo. Fue creada por el 1850 por Tit Kiu-saam, que aprendió diferentes estilos de Kung Fu desde su juventud y se centró en el estudio de los estilos de Shaolín y los estilos internos de origen taoísta. Combinó técnicas del Hung Gar con el Chi Kung taoísta para crear la forma que nos ocupa. La finalidad de este trabajo es estimular la salud y hacer los antebrazos tan duros como el hierro. Esta forma fue incluida en el Hung Gar por Wong Fei-hung
Sabemos que Wong Fei-hung, a la edad de 13 años, se encontró con Lam Fuk-sing, un estudiante del creador de esta forma. Wong Fei-hung la estudió con este maestro durante dos años. Ha sido considerada durante mucho tiempo como la forma secreta del estilo dado que solo se transmitía a los mejores alumnos y se enseñaba al final del aprendizaje del estilo completo.
El trabajo interno se caracteriza por la unificación del movimiento, la conciencia y la respiración manifestando, a través de diferentes sonidos, la energía equilibradora de las emociones que afectan al ser humano según la medicina china.
Estos movimientos se corresponden con los movimientos del dragón. El nombre de la forma es "Alambre de hierro" ya que representa la dureza del metal y la sutileza y maleabilidad que adquiere en forma de alambre. Esto nos presenta una vez más el Yin y el Yang de forma metafórica. Los sonidos deben ser correctamente ejecutados para evitar posibles daños físicos ya que, la alteración de la energía asociada a cada emoción, afecta de la misma forma al órgano asociado a dicha emoción. Adjuntamos un cuadro en el que relacionamos el sonido con el órgano y la emoción asociada al mismo.
|| SONIDO || EMOCIÓN || ÓRGANOS || ELEMENTO ||
|| NG-HAI-HEI || CÓLERA || HÍGADO / VESÍCULA BILIAR || MADERA ||
|| A-A/E-E-HO-WA || ALEGRÍA || CORAZÓN / INTESTINO DELGADO || FUEGO ||
|| AI - M || PREOCUPACIÓN || BAZO / ESTÓMAGO || TIERRA ||
|| JA - HO || SUFRIMIENTO || PULMONES/INTESTINO GRUESO || METAL ||
|| E - TIK || MIEDO || RIÑONES/VEJIGA || AGUA ||
También encontramos diferencias entre los sonidos empleados en este trabajo dependiendo de una rama u otra del estilo, pero no nos extenderemos en este apartado y recomendamos que la práctica de los sonidos se realice siempre bajo la tutela de un maestro reconocido para evitar posibles daños para la salud.
En el uso de los antebrazos, se trabajan diferentes conceptos de energía que algunos trabajos denominan los "doce principios" o "doce manos puente", que aparecen en diferentes formas del sistema, pero que en esta forma se encuentran concentrados. Es una forma larga que utiliza desplazamientos muy cortos.
Sap Yin Kuen, "puño de las diez formas", también conocido como "forma de los cinco animales y cinco elementos". Los animales son dragón, serpiente, tigre, grulla y pantera. El dragón representa el trabajo interior de esta parte de la forma y la serpiente y la pantera agrupan el conjunto de técnicas de lucha; finaliza la forma con la parte de tigre y grulla de la forma Fu Hok Seung Ying Kuen
Los cinco elementos son metal, madera, fuego, agua y tierra.
Creada por Lam Sai-wing, nace de la forma Ng Ying Kuen (creada a su vez por Wong Fei-hung) a la que, en los últimos años de su vida, Lam Sai le agregó el trabajo sobre los elementos.

## Genealogía de un estilo del sur
|| Monasterio Shaolín de Fukien ||
|| Abad del templo. Chi Zin (Gee Shin) ||
|| Hung Hei-kwun ||
|| Luk Ah-choy ||
|| Wong Kai-ying ||
|| Wong Fei-hung ||
|| Lam Sai-wing - Tang Fong ||

## Sistema
El Hung Gar basa su entrenamiento en posiciones bajas y fuertes, desplazamientos estables y penetraciones directas; poniendo énfasis en el desarrollo de la sincronía y la resistencia al esfuerzo. Se enfoca al desarrollo de brazos y piernas fuertes, cimentado en sus posiciones de caballo (Sei Ping Ma), y el golpe de tres estrellas (Da Sam Sing). Su habilidad es adquirida mediante el desarrollo de Formas (Kuen) cuatro de ellas consideradas los pilares del Hung Gar, estas son: Gung Gee Fook Fu Kuen, Fu Hok Seung Ying Kuen, Tit Sin Kuen y Ng Ying Kuen.